# Terapontidae

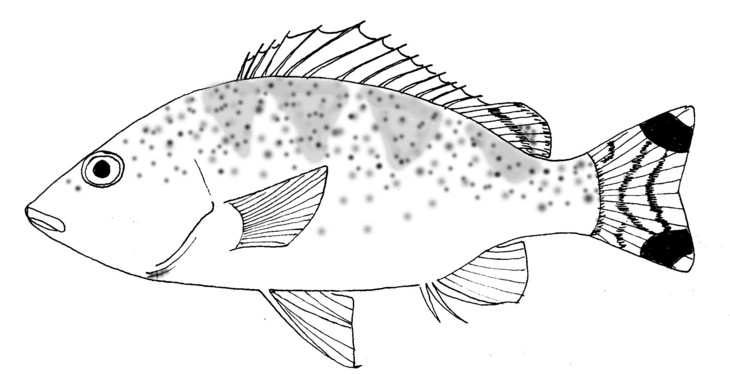
Amniataba caudavittata

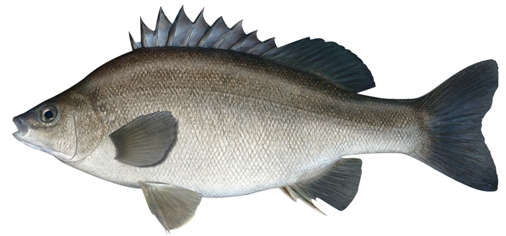
Bidyanus bidyanus

I Terapontidae sono una famiglia di pesci ossei appartenenti all'ordine Perciformes.

## Distribuzione e habitat
L'areale di questa famiglia è limitato all'Oceano Indiano e l'Oceano pacifico occidentale; sono particolarmente comuni nelle acque dell'Oceania. Due specie: Terapon puta e Pelates quadrilineatus sono presenti e comuni nel mar Mediterraneo orientale, ove sono penetrati dal mar Rosso in seguito alla migrazione lessepsiana. Un esemplare di Terapon therapes, probabilmente introdotto accidentalmente, è stato catturato nel 2008 nelle acque slovene del mar Adriatico settentrionale.
Si tratta di specie costiere, spesso eurialine, frequenti in lagune, estuari ed altri ambienti ad acque salmastre. Diverse specie vivono solo in acqua dolce.

## Descrizione
Questi pesci hanno un aspetto che può ricordare gli sparidi o i percidi. Di solito hanno corpo ovale abbastanza alto e compresso (ma alcune specie sono longilinee). Le pinne sono abbastanza grandi: la pinna dorsale, unica, possiede una parte anteriore dotata di forti spine, anche la pinna anale porta tre raggi spinori robusti. La pinna caudale può essere tronca o arrotondata.
La colorazione è varia ma in genere chiara con macchie o strisce scure. Molto spesso (ad es. nei membri del genere Terapon) il colore è argentero con strisce nere longitudinali.
Sono pesci di piccole dimensioni, raramente superiori ai 30 cm.

## Biologia

### Alimentazione
Vi sono specie carnivore che cacciano pesci, specie che si nutrono di invertebrati bentonici e specie vegetariane che brucano le alghe.

## Pesca
Hanno uno scarsissimo interesse per la pesca.

## Specie
La famiglia comprende le seguenti specie:
- Genere Amniataba
  - Amniataba affinis
  - Amniataba caudavittata
  - Amniataba percoides
- Genere Bidyanus
  - Bidyanus bidyanus
  - Bidyanus welchi
- Genere Hannia
  - Hannia greenwayi
- Genere Helotes
  - Helotes sexlineatus
- Genere Hephaestus
  - Hephaestus adamsoni
  - Hephaestus carbo
  - Hephaestus epirrhinos
  - Hephaestus fuliginosus
  - Hephaestus habbemai
  - Hephaestus jenkinsi
  - Hephaestus komaensis
  - Hephaestus lineatus
  - Hephaestus obtusifrons
  - Hephaestus raymondi
  - Hephaestus roemeri
  - Hephaestus transmontanus
  - Hephaestus trimaculatus
  - Hephaestus tulliensis
- Genere Lagusia
  - Lagusia micracanthus
- Genere Leiopotherapon
  - Leiopotherapon aheneus
  - Leiopotherapon macrolepis
  - Leiopotherapon plumbeus
  - Leiopotherapon unicolor
- Genere Mesopristes
  - Mesopristes argenteus
  - Mesopristes cancellatus
  - Mesopristes elongatus
  - Mesopristes iravi
  - Mesopristes kneri
- Genere Pelates
  - Pelates octolineatus
  - Pelates qinglanensis
  - Pelates quadrilineatus
- Genere Pelsartia
  - Pelsartia humeralis
- Genere Pingalla
  - Pingalla gilberti
  - Pingalla lorentzi
  - Pingalla midgleyi
- Genere Rhynchopelates
  - Rhynchopelates oxyrhynchus
- Genere Scortum
  - Scortum barcoo
  - Scortum hillii
  - Scortum neili
  - Scortum parviceps
- Genere Syncomistes
  - Syncomistes butleri
  - Syncomistes kimberleyensis
  - Syncomistes rastellus
  - Syncomistes trigonicus
- Genere Terapon'
  - Terapon jarbua
  - Terapon puta
  - Terapon theraps
- Genere Variichthys
  - Variichthys jamoerensis
  - Variichthys lacustris